# Reputación de marca
Reputación de marca hace referencia a la percepción buena o mala que las personas (consumidores) pueden tener sobre una marca corporativa, de producto o de servicio. La percepción sobre algo o alguien nos llega a través de imágenes, impresiones o sensaciones externas. La reputación de las marcas influida de manera creciente y significativa por la reputación en línea a partir de los climas de opinión generados por los usuarios en los diferentes contextos de sociabilidad en línea.
También se ha definido como: «La construcción social alrededor de la credibilidad, fiabilidad, moralidad y coherencia que se tiene de una persona, ente, organismo, institución, empresa, etc. Esto es, la reputación sólo es parcialmente controlable ya que se crea y recrea a partir de las percepciones que conforman un estado de opinión, consideración y valoración de otros, a partir de las decisiones y comportamientos ético-morales o profesionales. Asimismo se puede sostener que la reputación es una construcción social, un producto creado y acumulado de forma colectiva y que de manera inevitable tiene efectos positivos o negativos sobre el despliegue social, económico, etc. al tener una evidente connotación pública».

## La reputación y las empresas
La preocupación en las empresas sobre la reputación de sí mismas o de sus marcas comerciales ha existido siempre, pero es en los años treinta con la aparición del branding cuando  aparecen las primeras técnicas de gestión de la reputación.
El branding es la primera disciplina relacionada con las marcas corporativas que se preocupa de la forma en que las personas percibirán a dichas marcas y, por lo tanto, se preocupa de la reputación que lograrán estas.
Para trabajar en la reputación de una organización es importante tener bien definidos cuáles son los atributos y ventajas que posee la empresa ante otras organizaciones, con esto sabremos cuáles son sus cualidades y se buscará el afianzamiento en el mercado creando en los públicos esa imagen sólida que ayudará al mejoramiento progresivo de su reputación.

## La reputación, marketing y marca
La reputación hace viable que el marketing se pueda ejecutar, si es negativa, la marca estaría expuesta a riesgos mientras se promueve. Algunos autores han señalado la creación de una nueva terminología: "marketing de reputación". El prefijo “de”, según la RAE, precisa una relación de dependencia, de arriba abajo, de origen y procedencia. Por tanto, el marketing cumple la función de herramienta clave para la difusión de los atributos que promueven una buena reputación.
El consultor mexicano Luis Maram, precisa que marketing de reputación  "es el conjunto de acciones de mercadotecnia enfocadas en mejorar la percepción y exceder las expectativas de los grupos de interés (stakeholders) de una marca". Por otro lado, el consultor peruano, Milton Vela, autor del libro “Marketing y Reputación - De la atracción a la confianza”, señala que es la gestión de los valores intangibles de la marca, a través de la comunicación de marketing, para generar una percepción positiva en stakeholders más allá del cliente. Asimismo que permite fortalecer la marca con un marketing más consciente y resguardarse ante posibles riesgos o crisis.

### 6 claves del marketing de reputación
Vela establece seis criterios del marketing de reputación: 
Cultura: Considera a la cultura de la empresa: visión, misión, valores.
Reputación: Investiga la percepción sobre la empresa en cada una de las 7 dimensiones de la reputación del modelo Reptrak: Oferta, innovación, trabajo, integridad, finanzas, liderazgo, ciudadanía.
Contexto: Considera importante el conocimiento del entorno social, político y económico en el que se desenvuelve una marca.
Stakeholders: Toma en cuenta a los grupos de interés más importantes, además del cliente
Community Power: Recomienda tener en cuenta a los fans de verdad de la empresa, los clientes que la consideran lovemark.
Escucha Activa Inteligente: Es la monitorización en tiempo real para aplicar acciones estratégicas inmediatas en Internet o en el espacio offline.

## Técnicas actuales
En la actualidad nuevas técnicas de reputación como las usadas en reputación en línea, o "reputación digital", están ayudando a potenciar la sensibilidad de grandes, medianas y pequeñas empresas sobre la necesidad de controlar y gestionar su reputación a fin de poder tomar mejores decisiones y entender mejor al consumidor.
Para entender en la actualidad cómo funcionan estas empresas y sus softwares, hemos de saber que hay tres pilares fundamentales en los que se basan:

### Investigación
El primer paso para controlar la reputación de marca es entender en qué estado se encuentra. Para ello es recomendable retroceder como mínimo un año atrás para mostrar a la empresa cual es la reputación percibida por el consumidor.
Con esto se deberá analizar el posicionamiento que tiene la compañía tanto en sus públicos internos como externos, saber cómo es percibida la empresa, cómo la recuerdan y si la imagen que quiere proyectar realmente es la que está trasmitiendo a sus públicos.

### Monitorización (control)
Una vez entendida cual es la reputación de una marca, se inicia un proceso de monitorización que controla lo que se dice de esta marca paralelamente al trabajo de branding, comunicación y marketing que la empresa ha decidido poner en marcha.
El seguimiento de medios nos ayudara a tener una perspectiva mucho más amplia sobre lo que piensan los públicos clave, por ende la empresa debe ser consciente de la importancia que tienen los medios y cómo influyen en los públicos a la hora de tomar una decisión al elegir entre una marca u otra: sabiendo ya lo que los medios cuentan de la empresa se puede tener una imagen previa de cómo es percibida la organización. 
La técnica de monitorización o monitoring es una técnica cuyo origen deriva del clipping o press-clipping tradicionales, pero a diferencia de estos el objetivo de la monitorización no es mostrar los documentos recogidos sino analizarlos y ofrecer herramientas estadísticas útiles para la toma de decisiones.
Este proceso de monitorización debe centrarse en el máximo número de canales y medios posibles a fin de poder ofrecer datos más fiables, entendiendo por canales: internet, prensa impresa tradicional, televisión y radio. Cuantos más canales y medios más precisos seremos en la toma de decisiones.
Durante el proceso de monitoring las empresas que lo ofrecen facilitan datos estadísticos relacionados con la reputación (percepción), pero también relacionados con el impacto y con el entorno en el que aparecen las marcas. Este entorno también es determinante para entender el porqué una reputación puede ser mala o buena.
Durante este proceso, los softwares de estas empresas permiten incluso identificar qué zonas geográficas o qué personas están influyendo en la reputación de las marcas.

### Gestión de la reputación
La gestión de la reputación de marca no hace referencia a cómo piensan en la forma de manipular la reputación sino que se refiere a las técnicas que la empresa utilizará para entender a sus consumidores a fin de ofrecerles un servicio o producto a la altura de sus expectativas.
La comunicación es uno de los componentes vitales de las organizaciones para lograr la proyección de su imagen, pero es importante resaltar que lo que comunica la empresa debe tener coherencia con sus actitudes tanto en los ámbitos comerciales como en los sociales y económicos. 
En este caso los softwares anteriormente mencionados dan paso a los expertos en branding, marketing y relaciones públicas, que son los expertos que realmente asesoraran adecuadamente a las empresas en este proceso de gestión. Todo anuncio, comunicado, packaging, etc., tendrá en cuenta los aspectos decididos en este proceso para unificar un mismo mensaje, claro e inequívoco que ayudará a que la sociedad perciba los valores deseados.
El papel de los softwares queda relegado a facilitar herramientas que permiten hacer llegar los mensajes con más facilidad y a aquellos stakeholders identificados como de interés o influyentes.